# サム・アルトマン
サミュエル・H・アルトマン（Samuel Harris Altman〈[ˈɔːltmən] AWLT-mən〉、1985年4月22日 - ）は、アメリカ合衆国の起業家兼投資家でプログラマー。OpenAI社の最高経営責任者でYコンビネータの元代表。Tools For Humanity及びワールドコイン財団共同創業者、チェアマン。核融合クリーンエネルギースタートアップのオクロ及び、ヘリオン・エナジーの会長でもある。

## 生い立ち

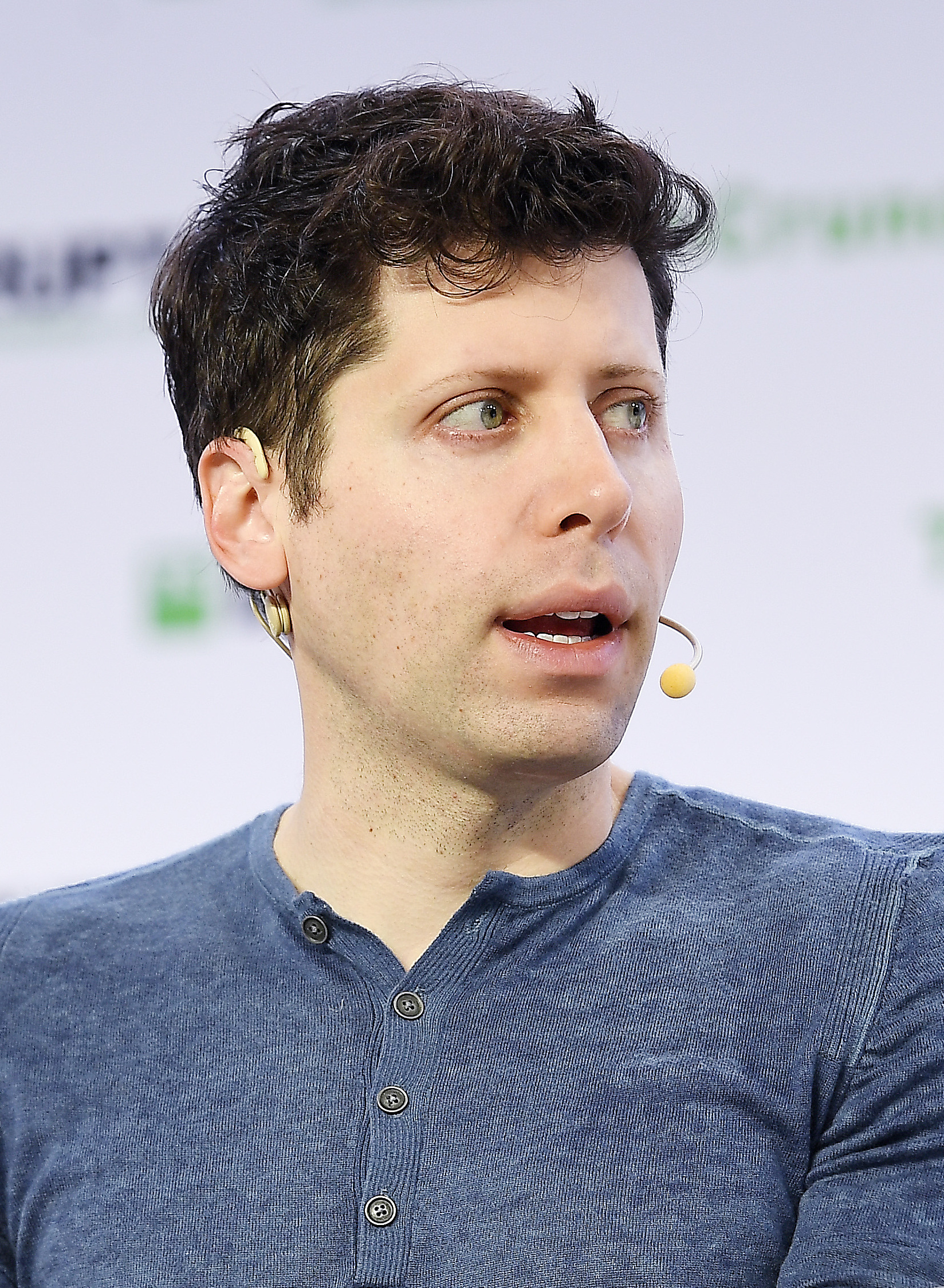
2019年10月3日、米カリフォルニア州のモスコーニ・センターにて

アルトマンはミズーリ州のセントルイスで育ち、彼の母親は皮膚科医であった。ユダヤ人の家系生まれ。8歳の時に初めてコンピューターを買い与えられている。高校ではジョン・バローズ・スクールに通い、その後2005年に退学するまではスタンフォード大学でコンピューターサイエンスを学んだ。2017年にウォータールー大学から名誉学位を授与されている。

## 仕事

### Loopt社
2005年19歳の時、アルトマンはスマートフォン向けの位置情報サービスに関するアプリを開発するLooptの共同創業者兼最高経営責任者となった。Looptはベンチャーキャピタルで3000万ドル以上調達したが、会社を軌道に乗せられず、2012年グリーン・ドット銀行が4340万ドルで買収して終了した。

### Yコンビネータ社
アルトマンは2011年に投資業を営むYコンビネータ社の非常勤のパートナーとなった。2014年2月、彼は共同創業者であるポール・グレアムからYコンビネータの代表に任命された。2014年のブログ投稿ではAirbnb、Dropbox、Zenefits、ストライプのような有名企業を含むYコンビネータ社の企業の評価総額が650億ドルを超えたと述べている。2016年9月にYコンビネータや他の企業を含むYCグループの代表になることを公表した。
アルトマンはYコンビネータを拡大して年に1000社の新しい企業に資金提供したいと述べた。また、特に「ハードテクノロジー」の分野においてYCが資金提供する企業の種類を拡大しようとした。
2015年10月アルトマンはYC企業に投資する7億ドルの成長段階向け株式ファンドである「YCコンティニュイティ」を発表した。また、非営利の研究施設である「Yコンビネータリサーチ」を創設し、そこに1000万ドル寄付した。Yコンビネータリサーチはこれまでにベーシックインカム、コンピューティングの未来、教育、新しい都市づくりに関する研究を発表してきた。
同年、彼はフォーブスで30歳以下のトップ投資家に選ばれている。2008年にはBusinessweek誌に「ベストヤングアントレプレナー/テクノロジー部門」の一人に選ばれ、同僚のポール・グレアムには1979年から2009年における5人の最も面白いスタートアップ起業家のうちの一人として名前を挙げられた。
2019年5月、YCはアルトマンがOpenAIにより注力できるように彼が会長職に移行する事を公表した。この決定はYCが本社をサンフランシスコに移転することを公表したすぐ後に行われた。2020年初頭の時点で彼はもはやYCに所属していなかった。

### エンジェル投資活動
アルトマンは多くの企業に出資する投資家である。その投資先にはAirbnb、ストライプ、Reddit、Asana、Pinterest、Teespring、Zenefits、FarmLogs、True North、Shoptiques、インスタカート、Optimizely、Verbling、Soylent、Reserve、Vicarious、Clever、Rescale、Notable PDF（今のKami）が含まれている。
彼は2014年に8日間だけRedditの最高経営責任者となり、その後イーサン・ウォンCEOが改めて任用された。アルトマンは2015年7月10日にスティーブ・ハフマンを最高経営責任者に戻すことを公表した。

### 核エネルギー
HelionとOkloという二つの核エネルギー企業の取締役会長でもある。核エネルギーは技術的発展が最も重要な分野の一つであると述べている。

### OpenAI
アルトマンは「capped-profit」型の研究企業であるOpenAIの最高経営責任者であり、その目標は人工知能を害を及ぼすのではなく全体として人間に利益をもたらす可能性が高い方法で進歩させること。この組織は当初はアルトマン、ブロックマン、イーロン・マスク、ジェシカ・リビンストン、ピーター・ティール、Amazon Web Services、Infosys、そしてYCリサーチによって立ち上げられた。2015年の立ち上げ時には合計で10億ドルを外部の資金提供者から調達していた。
2023年11月17日、OpenAIはアルトマンがCEOを退任すると発表した。同社は「アルトマンの退任は取締役会による熟慮に基づくプロセスを経たもので、取締役会はアルトマンが取締役会との意思疎通において率直さを欠き、取締役会の責任遂行を妨げたという結論に達した」としており、事実上解任されたとみられる。発表の数時間後、共同創業者のグレッグ・ブロックマンも社長を辞任すると発表した。アルトマンらの退任後、OpenAIでは約9割の社員が取締役全員の退任を求めた。アルトマンらの復帰を求め、実現しなければ退社しマイクロソフトに移籍する可能性があると警告した。
解任騒動の背後にはOpenAIの同僚であるヘレン・トナーの発表した論文を、同社の人工知能の安全性を非難したものとアルトマンが解釈したことが発端とされる。この出来事により、AIの安全性を軽視したとして、取締役会で解任の動きに至った。
OpenAIは11月22日、アルトマンが CEOとして復帰することで大筋合意に達した、と発表した。同日、ブロックマンも自らのXでOpenAIに復帰したことを明らかにした。

### Worldcoin
アルトマンは2020年にWorldcoinを共同で設立した。Worldcoinは、世界最大のデジタルアイデンティティと金融ネットワークとなることを目指しており、どの国の人でもグローバル経済へのアクセスを提供し、AI時代の全ての人が恩恵を受ける場を設けることを目標としている。Orb（オーブ）は、個人が人間であり、ユニークであることを安全かつプライバシーを守る方法で確認するために特別に設計された生体認証機器である。個人の顔と虹彩パターンを撮影して分析することにより、その他の個人情報を収集することなく人々を正確に区別する。プライバシーを保護する虹彩認証を使うことによってWorld IDを発行し、無料で新しい仮想通貨を提供すること（ユニバーサルベーシックインカム）を目指している。
Worldcoinから付与されるWLDトークンは、人間であることを証明するだけで無料で配布される最初のトークンで、法律で許可されている場所でOrb認証を行ったWorld ID保持者に定期的に配布され、Worldcoinプロジェクト自体の方向性に影響を与えることができる。

### マイクロソフト
2023年11月19日、アルトマンはブロックマンと共にマイクロソフトに入社することが同社CEOのサティア・ナデラから発表された。入社後は同社に新設する人工知能（AI）の先進的な研究チームを率いることになった。

## 慈善事業
COVID-19パンデミックの期間、アルトマンは臨床試験のスタートアップであるTrialSparkと提携し、研究者が迅速に臨床試験を開始できるように手助けすることを目的とした「プロジェクトCovalence」の資金調達と設立に尽力した。
2024年、ギビング・プレッジに署名し、財産の半分以上を寄付することを約束した。

## 政治運動
VoxのRecodeによる報道によるとアルトマンは2018年の選挙でカリフォルニア州知事選に立候補するだろうという憶測がなされていたが結果的に彼は参戦していなかった。2018年には住宅政策と医療政策の修正に焦点を当てた政治運動である「The United Slate」を立ち上げた。
2019年サンフランシスコの自宅で民主党大統領候補のアンドリュー・ヤンのために資金調達の会を開いた。2020年5月、民主党大統領候補のジョー・バイデンを支援する特別政治活動委員会（スーパーPAC）の「アメリカン・ブリッジ21世紀」に25万ドルを寄付した。

## 私生活
幼少期からベジタリアンでビタミンB12、オメガ3脂肪酸、鉄、ビタミンD3のサプリメントを摂取している。10代のころから同性愛者であることを、公にしている。Looptが買収されたすぐあとに別れるまでは共同創業者であるニック・シヴォーと9年間交際していた。ソフトバンクグループの孫正義とは長年の友人関係であるとしている。

## 妹との関係
実の妹であるアニー・アルトマンからは「感情面の冷酷性とシリコンバレー的野心」を原因として不仲になったと説明されている。また兄が自身に対し「技術的、身体的、感情的、言語的、経済的、性的虐待」を行った。「（一部を除く）あらゆるプラットフォームからシャドウバンされた」と主張している。
2025年1月、アニーは、セントルイスのミズーリ州東部地区連邦地方裁判所にアルトマンによる性的虐待を主張する訴訟を起こした。訴状では、アニー・アルトマンが3歳、サム・アルトマンが12歳のときに虐待が始まったと主張している。サム・アルトマンは母親のコニー、弟のマックスとジャックとともに共同声明を発表し、「全くの虚偽」であると主張した。